# Clear Lake (hrabstwo Polk)
Clear Lake – wieś w Stanach Zjednoczonych, w stanie Wisconsin, w hrabstwie Polk.